# Якуб Ковальський
Якуб Ковальський (пол. Jakub Kowalski; нар. 9 жовтня 1987, Жирардув, Польща) — польський футболіст, півзахисник футбольної команди «Рух» що нині виступає в Екстракляса.